# 蘭開斯特 (麻薩諸塞州)
蘭開斯特（英語：Lancaster）是一個位於美國麻薩諸塞州烏斯特縣的鎮。

## 人口
根據2020年美國人口普查的數據，蘭開斯特的面積為73.00平方千米，當中陸地面積為71.80平方千米，而水域面積為1.20平方千米。當地共有人口8441人，而人口密度為每平方千米116人。